# Smilax goyazana
Smilax goyazana är en enhjärtbladig växtart som beskrevs av A.Dc. Smilax goyazana ingår i släktet Smilax och familjen Smilacaceae. Inga underarter finns listade.

## Bildgalleri

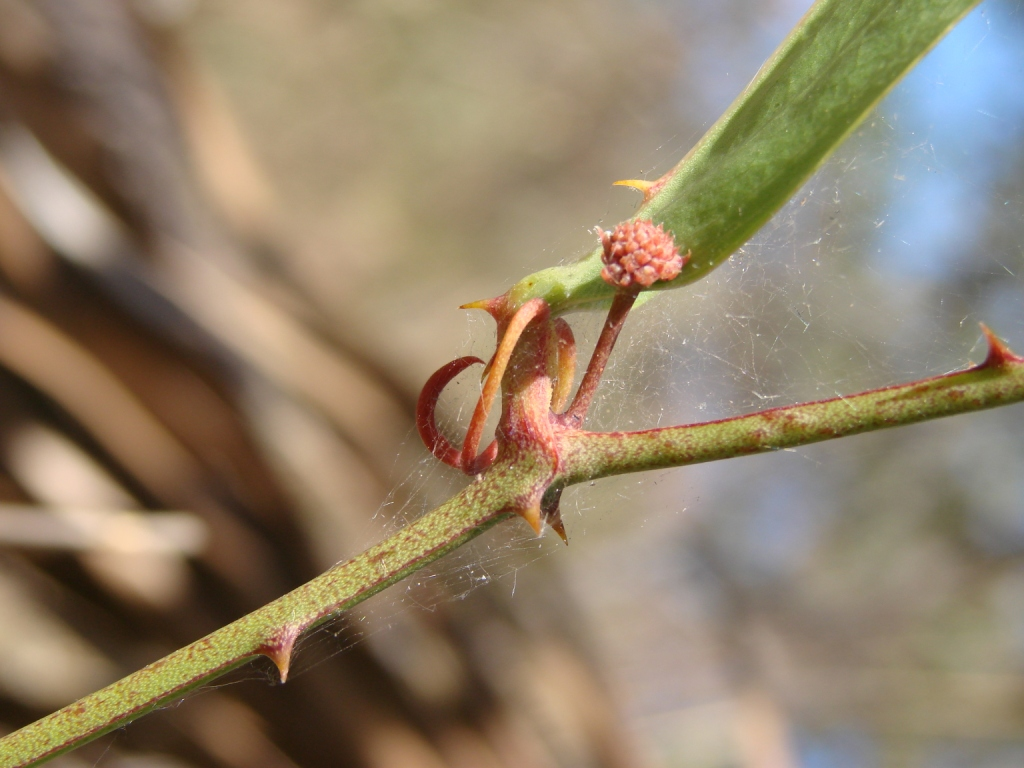
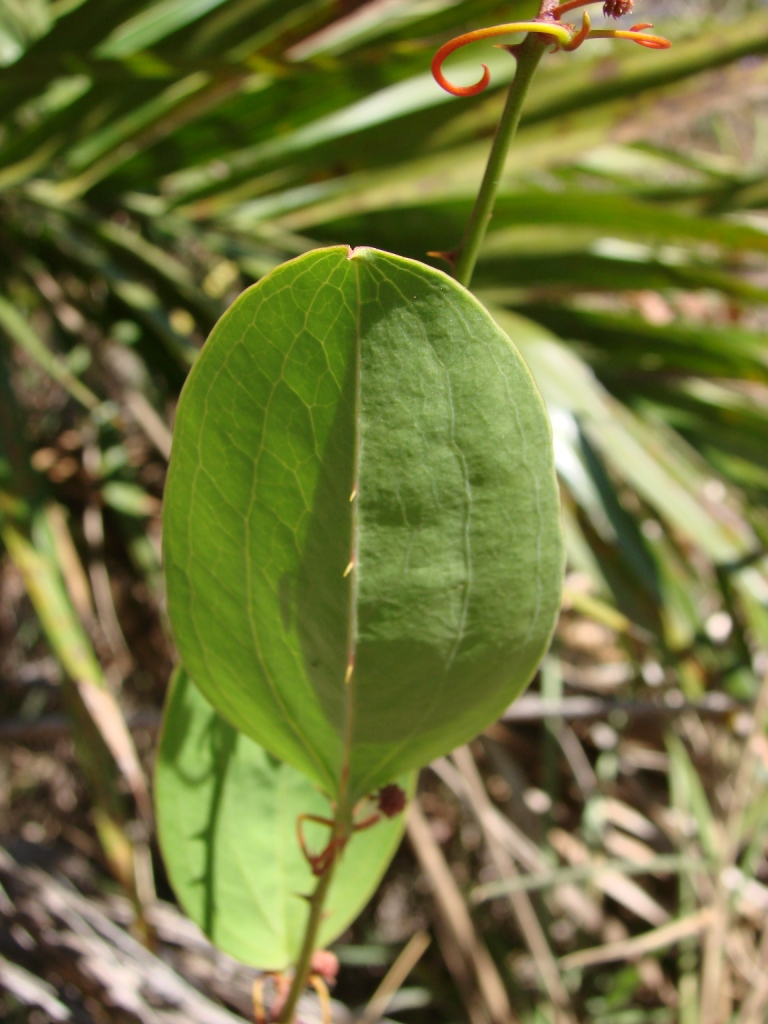
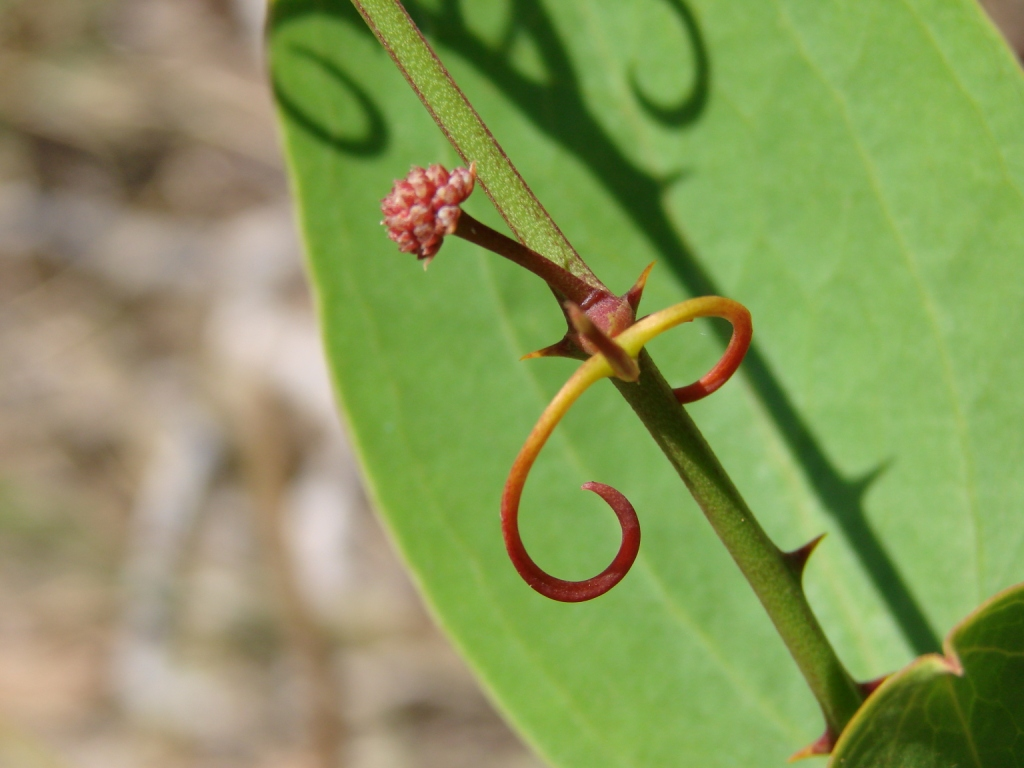